# نيدابا
نيدابا أو نيسابا (𒀭𒊺𒉀)، المعروفة أيضاً بالنعت نانيبغال، كانت إلهة السومرية للكتابة والتعلم والحصاد. وكانت مقدساتها إ-زغن في عريش وفي أوما.

## الأساطير

### المكان في مجمع الآلهة
كما هو الحال مع العديد من الآلهة السومرية، فإن مكان نيسابا الدقيق في مجمع الآلهة وتراثها يبدو غامضًا بعض الشيء. هي ابنة آن وأوراش. من النصوص السومرية، فإن اللغة المستخدمة لوصف أوراش تشبه إلى حد كبير اللغة المستخدمة في وصف ننهورساج. لذلك، قد تكون الإلهة واحدة ونفس الشيء. نيسابا هي أخت نينسون، أم جلجامش. إذا كان أوراش وننهورساج هما نفس الإلهة، فإن نيسابا هي أيضاً الأخت غير الشقيقة لنانشي و (في بعض الإصدارات) نينورتا. في بعض الحكايات الأخرى، تعتبر أم نينليل، وبالتالي، حمات إنليل.

### الوظائف

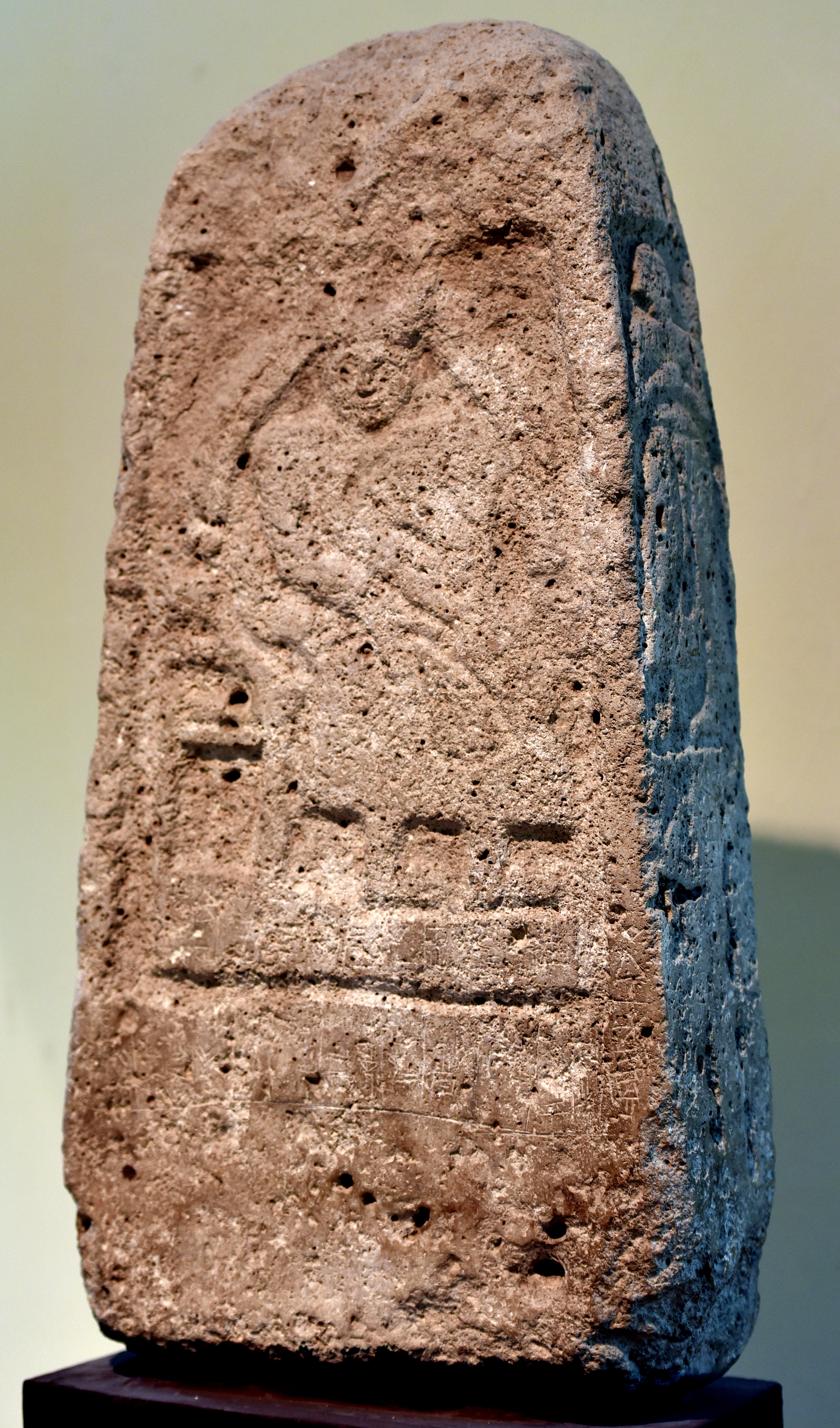
أحد ألواح أورناش التي تعود إلى القرن السادس والعشرين قبل الميلاد حيث يوجد على الوجه الأمامي نقش يصور الآلهة نيدابا، متحف العراق في بغداد

نظّم إله الحكمة، إنكي، العالم بعد الخليقة وأعطى كل إله دورًا في النظام العالمي. سميت نيسابا كاتبة الآلهة، وبنى إنكي لها بعد ذلك مدرسة للتعليم كي تتمكن من خدمة المحتاجين على نحو أفضل. وهي تحتفظ بسجلات، وتؤرخ الأحداث، وتؤدي مختلف الواجبات المتعلقة بالكتابات الأخرى للآلهة. وهي أيضاً مسؤولة عن وضع علامات على الحدود الإقليمية.
هي الكاتب الرئيسي لنانشي. في اليوم الأول من العام الجديد، تعمل هي ونانشي معاً لتسوية النزاعات بين البشر وتقديم المساعدات للمحتاجين. تحتفظ نيسابا بسجل للزوار الباحثين عن المساعدات ثم ترتبهم في خط للوقوف أمام نانشي، الذي سيحكم عليهم بعد ذلك. وينظر أيضاً إلى نيسابا كراعية لمُعبد ننهورساج في كيش، حيث تعطي الأوامر وتحفظ بسجلات المعبد.
بأعتبارها آلهة الكتابة والتدريس، كانت الكتب المقدسة السومرية تشيد بها في كثير من الأحيان. وهي تعتبر معلمة كل من الكتبة والآلهة السماوية. في الفترة البابلية، تم أستبدالها بالإله نابو، الذي تولى مهامها. في بعض الحالات، كانت نيسابا معلمه أو زوجته قبل أن يحل محلها. ومع ذلك، في الأالواح البابلية الرياضية، كانت حلول المسائل الرياضية تُختم بعبارة «الحمد لنيسابا».
وبأعتبارها آلهة المعرفة، فهي ترتبط بالعديد من جوانب الدراسة الفكرية الأخرى، وقد تلجأ إليها الآلهة الأخرى للحصول على المشورة أو المساعدة. تتم مشاركة بعض هذه السمات مع أختها نينسينا. ترتبط أيضًا بالحبوب، مما يعكس أرتباطها بأم آلهة الأرض.

## وصلات خارجية
- الآلهة والإلهات في بلاد ما بين النهرين القديمة: نيدابا (آلهة)
- إنليل وسود
- ترنيمة نيسابا